# Cuadrante (geometría)

Los cuatro cuadrantes del sistema de coordenadas Cartesianas.

En Geometría euclidiana plana recibe el nombre de cuadrante cada una de las cuatro regiones infinitas en que los ejes del Sistema Cartesiano bidimensional dividen al plano. 
Estos cuadrantes están numerados de 1.º al 4.º (empezando en el superior derecho, en sentido anti-reloj) y denotados por números Romanos y en los que los signos de las dos coordenadas (x,y) son respectivamente, en forma abreviada para cada cuadrante: I (+,+), II (−,+), III (−,−), IV (+,−).

## Sentido
Como se ha dicho, los ejes están dibujados según la costumbre matemática, la numeración va en el sentido contrario de las agujas del reloj empezando en el cuadrante derecho superior ("nordeste").

Signo de las funciones trigonométricas en cada cuadrante